# 小出昭一郎
小出 昭一郎（こいで しょういちろう、1927年3月25日 - 2008年8月30日）は、日本の物理学者、東京大学名誉教授。専攻は、分子物理学・固体物理学。

## 来歴
東京府出身。府立六中（現都立新宿高等学校）、旧制静岡高等学校を経て、東京大学理学部卒業。
1950年東京大学教養学部助手、講師、助教授、1958年理学博士。1966年教授、1984年教養学部長、1986年11月定年退官、名誉教授。1986-1992年山梨大学長。1993-1997年山梨県立女子短期大学学長。
1957〜1958年　仁科記念財団海外派遣研究者として英国ブリストル大学へ留学、金属錯塩の光スペクトルを研究。1962〜1964年にわたり、招聘教授としてスイスのジュネーブ大学において固体論の講義と研究を担当した。
反核運動家でもあり、「九条科学者の会」呼びかけ人を務めていた。

## 著書
- 物理演習1200題 山田書院 1961
- 朝倉物理学講座 第19 物理数学 第1 朝倉書店 1967
- 量子論 裳華房 1968 (基礎物理学選書)
- 量子力学 第1-2 裳華房 1969 (基礎物理学選書)
- 集中物理 旺文社 1969
- 物理学 裳華房 1975
- エントロピー 共立出版 1979.10 (物理学One point)
- 力学 1980.2 (岩波全書)
- 基礎物理学 2 熱学 東京大学出版会 1980.1
- 物理現象のフーリエ解析 東京大学出版会 1981.9 (UP応用数学選書)
- 物理と微積分 共立出版 1981.10 (物理学one point)
- 解析力学 岩波書店 1983.2 (物理入門コース)
- 量子力学のはなし 東京図書 1983.6
- 物性のはなし 東京図書 1987.9
- 基礎物理学 5 現代物理学 東京大学出版会 1989.12
- ハイゼンベルク 清水書院 1991.6 (Century books)
- 物理学 東京教学社 1992.12
- 力学と微積分 共立出版 1993.12 (物理学one point)
- 甲斐之国から　リベラリスト小出昭一郎　みやび出版　2006.9

## 共編著
- 物理学辞典 金原寿郎 弘文堂 1953 (アテネ文庫)
- 物理計算問題演習 山田書院 1959
- 演習中心物理学 小野周,遠藤真二 東京大学出版会 1963
- 朝倉物理学講座 第14 量子力学演習 金沢秀夫 朝倉書店 1966
- 統計熱力学 妹尾学 共立出版 1970 (化学物理講座)
- エネルギー 総合科学的アプローチ 大内昭,村上悟 培風館 1977.9
- 量子力学演習 水野幸夫 裳華房 1978.3 (基礎物理学選書)
- 電磁気学演習 裳華房 1981.2 (基礎物理学選書)
- 物理概論 兵藤申一 阿部龍蔵 裳華房 1983.3 (上・下)
- 物理便利帖 大槻義彦 共立出版 1984.4 (物理学one point)
- エントロピーとは何だろうか 安孫子誠也 岩波書店 1985.6
- 物理学 エネルギー・対称性・エントロピー 安孫子誠也 東京教学社 1987.4
- 物理学 裳華房 1988.4 (基礎演習シリーズ)

## 翻訳
- 量子論の物理的基礎 ハイゼンベルク 玉木英彦,遠藤真二共訳 みすず書房 1954
- 現代物理学 ジョン・C.スレイター 石黒浩三共訳 好学社 1968
- 量子力学 1-3 メシア 田村二郎共訳 東京図書 1971-72
- 量子は実在するか ガリレイ式対話 J.M.ヤウホ 安孫子誠也共訳 東京図書 1974  改題「量子論と認識論」
- 量子力学史 1-2 M.ヤンマー 東京図書 1974
- ファラデーの生涯 スーチン 田村保子共訳 東京図書 1976
- 絵でみる物理学 原子の発見と未来のエネルギー S.バトラー,R.レイモンド 滝本可紀,荻原照男共訳 東京図書 1976 (フロンティアサイエンス)
- バークレー物理学演習 M.チェン 培風館 1978.1
- キャベンディシュの生涯 業績だけを残した謎の科学者 レピーヌ,ニコル 東京図書 1978.3
- 世界を変えた20の科学実験 R.ハレ 産業図書 1984.11
- 存在から発展へ 物理科学における時と多様性 イリヤ・プリゴジン 安孫子誠也共訳 みすず書房 1984.12
- ニュートン /スティーヴ・パーカー 岩波書店 1995.11 (世界を変えた科学者)
- 星と宇宙 Paul G.&John Suchocki,Leslie A.Hewitt 黒星瑩一共訳 共立出版 1998.12 (物理科学のコンセプト)

## 参考
- 安孫子誠也「小出昭一郎先生」『日本物理學會誌』第64巻第1号、社団法人日本物理学会、2009年1月5日、NAID 110007008198。